# (1656) Суоми
(1656) Суоми (фин. Suomi) — астероид, относящийся к группе астероидов пересекающих орбиту Марса и принадлежащий к светлому спектральному классу S. Он был открыт 11 марта 1942 года финским астрономом Ирьё Вяйсяля в обсерватории Турку и назван в честь Суоми, самоназвания Финляндии.

Орбита астероида Суоми и его положение в Солнечной системе
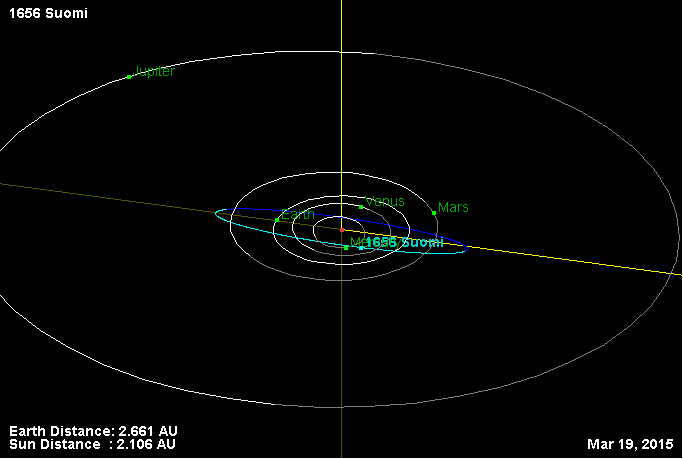
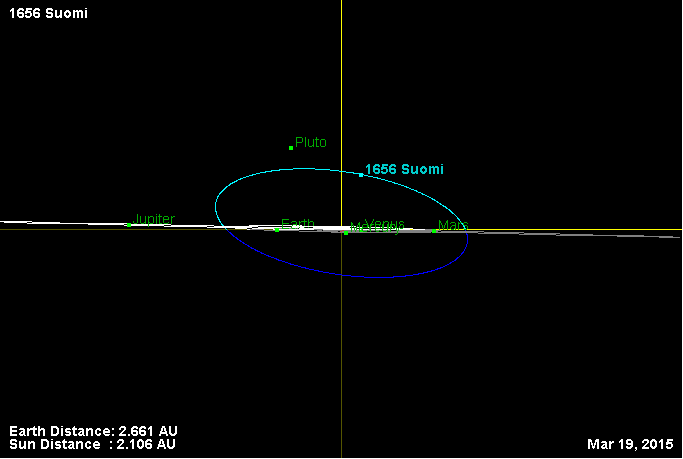